# Liste der Kulturdenkmale in Villingen-Schwenningen
In der Liste der Kulturdenkmale in Villingen-Schwenningen sind alle Bau- und Kunstdenkmale der Stadt Villingen-Schwenningen und ihrer Teilorte verzeichnet, die im „Verzeichnis der unbeweglichen Bau- und Kunstdenkmale und der zu prüfenden Objekte“ des Landesamts für Denkmalpflege Baden-Württemberg verzeichnet sind.
Diese Liste ist nicht rechtsverbindlich. Eine rechtsverbindliche Auskunft ist lediglich auf Anfrage bei der Unteren Denkmalschutzbehörde des Schwarzwald-Baar-Kreises erhältlich.

## Allgemein
- Bild: Zeigt ein ausgewähltes Bild aus Commons, „Weitere Bilder“ verweist auf die Bilder im Medienarchiv Wikimedia Commons.
- Bezeichnung: Nennt den Namen, die Bezeichnung oder die Art des Kulturdenkmals.
- Lage: Straßenname und Hausnummer oder Flurstücknummer des Kulturdenkmals, gegebenenfalls auch den Ortsteil. Die Grundsortierung der Liste erfolgt nach dieser Adresse. Der Link (Karte) führt zu verschiedenen Kartendiensten mit der Position des Kulturdenkmals. Fehlt dieser Link, wurden die Koordinaten noch nicht eingetragen. Sind diese bekannt, können sie über ein Tool mit einer Kartenansicht einfach nachgetragen werden. In dieser Kartenansicht sind Kulturdenkmale ohne Koordinaten mit einem roten bzw. orangen Marker dargestellt und können durch Verschieben auf die richtige Position in der Karte mit Koordinaten versehen werden. Kulturdenkmale ohne Bild sind an einem blauen bzw. roten Marker erkennbar.
- Datierung: Baubeginn, Fertigstellung, Datum der Erstnennung oder grobe zeitliche Einordnung entsprechend des Eintrags in der zuständigen Denkmaldatenbank (Landesamt für Denkmalpflege Baden-Württemberg).
- Beschreibung: Kurzcharakteristik des Kulturdenkmals.

## Herzogenweiler
| Bild | Bezeichnung      | Lage                           | Datierung | Beschreibung | ID |
| ---- | ---------------- | ------------------------------ | --------- | --- | -- |
|      | Wendelinskapelle | Herzogenweiler, Glaserstraße 1 | 1908      | Kath. Wendelinskapelle. 1908 nach Plänen des Villinger Architekten Nägele unter Verwendung von Teilen der abgebrochenen Gottesackerkirche errichtet. Kleiner Saalbau im Heimatstil mit Satteldach und Haubendachreiter. Massivbau mit Rundbogenfenstern. Auf der Mittelachse angefügt Vorhalle und Altarhaus, seitlich eine Sakristei. Mit Ausstattung, darunter der 1906 hierher gestiftete barocke ehem. Hauptaltar der Jakobuskirche in Villingen-Schwenningen - Marbach, um 1720. |    |

## Marbach
| Bild | Bezeichnung                                      | Lage                          | Datierung | Beschreibung | ID |
| ---- | ------------------------------------------------ | ----------------------------- | --------- | --- | -- |
|      | Ehem. Schule, heute Rathaus der Gemeinde Marbach | Marbach, Kirchdorfer Straße 7 | 1905      | Zweigeschossiger breitgelagerter Massivbau mit Walmdach und Seitenrisalit in Formen der Renaissance. hohes hausteinsichtiges Sockelgeschoss, Erdgeschoss und Obergeschoss verputzt. Rundbogiges gestuftes Hauptportal über Freitreppe. Risalit mit Schweifgiebel. |    |

## Mühlhausen
| Bild           | Bezeichnung                        | Lage                                 | Datierung | Beschreibung | ID |
| -------------- | ---------------------------------- | ------------------------------------ | --------- | --- | -- |
| Weitere Bilder | Ehem. kath. Pfarrhof, Bauernmuseum | Mühlhausen, Pfarrer-Mesle-Weg 1, 1/1 | 1825      | Ehem. kath. Pfarrhof, heute Bauernmuseum. Nr. 1 Um 1825 als neues Pfarrhaus errichtet. Stattlicher zweigeschossiger Bau mit gemauertem Erdgeschoss, Fachwerkobergeschoss und steilem Krüppelwalmdach. - Nr. 1/1 Ehem. Pfarrscheune. Der um 1670 errichtete Kernbau nach Erwerb durch die Kirche 1821 um 1828 zur Zehntscheuer ausgebaut und bis 1852 als solche genutzt. Stattlicher Fachwerkbau mit Krüppelwalmdach. Die Außenwände teilweise aus verputztem Mauerwerk, im Wesentlichen aber aus konstruktivem, ausgemauertem Fachwerk. (Sachgesamtheit) |    |
|                | Heimatstube; ehem. Schule, Rathaus | Mühlhausen, Tuninger Straße 5        | 1815      | Ehem. Schule. 1815 errichtet, Umbau 1905, bis 1961 als Schule genutzt, später Rathaus und Heimatstube. Auf dem Kirchberg seitlich vor dem Kirchhofportal platzierter Rechteckbau mit Walmdach. Schlichter zweigeschossiger Putzbau. |    |

## Obereschach
| Bild           | Bezeichnung                     | Lage                            | Datierung | Beschreibung | ID |
| -------------- | ------------------------------- | ------------------------------- | --------- | --- | -- |
| Weitere Bilder | St. Odiliakapelle, Augenkapelle | Obereschach, Augenmoosstraße 37 | 1872      | St. Odiliakapelle sog. Augenkapelle, südlich der Verbindungsstraße Obereschach-Mönchweiler am Waldrand gelegen. Satteldachbau auf Rechteckgrundriss mit kleinen Rundfenstern zu Seiten der Tür. Über einer Quelle errichteter, im Kern wohl bis in das Mittelalter zurückreichendes Quellheiligtum. Die Quelle im Altarunterbau von außen zugänglich. Instandsetzungen für 1604, 1747, 1826 und 1975 belegt. Mit Ausstattung. |    |
|                | Alte Schule                     | Obereschach, Kirchberg 4        | 1913–1914 | Heimatstilbau nach Plänen des Architekten Scherer, 1913/14. Zweigeschossiger Massivbau mit Walmdach; über dem bruchsteinsichtigen Sockelgeschoss verputztes Backsteinmauerwerk. Originales zweiflügeliges Schulhausportal mit Oberlicht und Inschrift „ora et labora“. |    |
|                | Friedhofskapelle                | Obereschach, Schloßberg 40      | 1971      | Friedhofskapelle. 1971 von dem Villinger Architekt Ulrich Döring. Asymmetrisch aus drei ineinander geschobenen Kuben geformter Bau mit weiß geputzten Außenwänden unter schieferschwarzem Dach. Über der großen als Viertelrundform gestalteten Glasfront der Aussegnungshalle ein schräg in den Himmel aufsteigendem turmartigem Pultdach. Dahinter die über halbrundem Grundriss sich erhebende eigentliche Halle mit schmalem Fensterband unter der Traufzone des flach geneigten Daches. Seitlich an die Einsegnungshalle angefügt und mit der senkrecht aufsteigende Seite des turmartigen Vorbaus verzahnt die als eckiger Kubus mit Dachüberstand im Eingangsbereich konzipierte Aufbahrungshalle mit weiteren Nebenräumen. Mit bauzeitlicher Christusfigur von Klaus Ringwald. |    |
|                | Sommertshausener Kapelle        | Obereschach, Sommertshausen 6   | ~16. Jh.  | Hof- bzw. Weilerkapelle, 16. oder 17. Jahrhundert, um 1912 renoviert. Kleiner Rechteckbau aus verputztem Bruchsteinmauerwerk mit Satteldach, seitlich je ein Rundbogenfenster mit Sandsteinlaibung. Filigraner schmiedeeiserner Dachreiter mit Glocke von Grüninger 1898. Im Innern bemalte Kassettendecke und bemalte Fensterlaibungen. Mit Ausstattung. Das Objekt besitzt die Wertigkeit eines Kulturdenkmals besonderer Bedeutung. Mit Ausstattung. Geschützt nach § 12 DSchG |    |
|                | Sommerwirtskapelle              | Obereschach, Steinatstraße 22   | 1872      | Kleiner massiver Rechteckbau mit überstehendem Satteldach, bez. 1872. Über dem Eingangsportal Holzkruzifix. Mit Ausstattung. |    |

## Pfaffenweiler
| Bild | Bezeichnung                    | Lage                          | Datierung | Beschreibung | ID |
| ---- | ------------------------------ | ----------------------------- | --------- | --- | -- |
|      | Turm der Dreifaltigkeitskirche | Pfaffenweiler, Hauptstraße 27 |           | Turm der kath. Pfarrkirche zur Heiligen Dreifaltigkeit. Turmstumpf einer mittelalterlichen Chorturmkirche über quadratischem Grundriss, im Kern wohl. 12. Jh. Mit spätgotischen Spitzbogenfenstern im Erdgeschoss. Im Innern kreuzrippengewölbt mit spätmittelalterlichen Wand- und Gewölbemalereien. Zugehörig barockes Kruzifix im Triumphbogen des angefügten Neubaus. |    |

## Schwenningen
| Bild           | Bezeichnung                           | Lage                                             | Datierung     | Beschreibung | ID |
| -------------- | ------------------------------------- | ------------------------------------------------ | ------------- | --- | -- |
|                | Alter Friedhof                        | Schwenningen, Albrecht-Dürer-Weg 2               | 1866          | Begräbnisstätte Schwenningens seit 1866 Mitte der 1961 auf gelassen und 1986 aufgegeben. Parkartige Anlage mit Alleenkreuz und Friedhofsmauer zur Dauchinger Straße. - Im Zentrum die ehemalige Friedhofskapelle, 1908 nach Plänen des Stadtbaumeisters Julius Feucht errichtet, Stiftung des Uhrenfabrikanten Christian Mauthe, 2005/06 Umbau zur Sophienkirche der Christengemeinschaft Bewegung für religiöse Erneuerung. Schlichter kleiner polygonal geschlossener Saalbau mit Krüppelwalm und kleinem Dachreiter. Vor dem Haupteingang offene Vorhalle mit Walmdach. - Zwei Kriegerdenkmäler in Form von Ehrenfriedhöfen für die Teilnehmer des Deutsch-Französischen Krieg 1870/71 bzw. die Gefallenen des 1. Weltkriegs. - Grabdenkmale von der späten Biedermeierzeit bis zur Mitte des 20. Jahrhunderts; darunter sehr bemerkenswert die Familiengrablegen der bedeutenden Industriellenfamilien Schwenningens, darunter im nördlichen Teil die sehr aufwändigen, als eigenständige umfriedete Friedhofsanlagen im Friedhof gestalteten Bestattungsplätze der Uhrenfabrikantenfamilien Kienzle und Mauthe. |    |
|                | Villa                                 | Schwenningen, Alleenstraße 16                    | 1905          | Ehem. Villa mit drei Etagenwohnungen. 1905 nach Plänen des Stuttgarter Architekturbüros Hennings & Schweitzer für den Uhrenfabrikanten Jakob Haller errichtet. Reich gegliederter Massivbau auf asymmetrischem Grundriss verputzt mit Gliederungen in Sandstein. Über hohem, rustiziertem Hausteinsockel zweigeschossig mit Mansardwalmdach. Fassaden und Dachlandschaft belebt durch Risalite mit Zwerchgiebeln, Ecktürmchen, Gauben etc. Im Innern ortsfeste bauzeitliche Ausstattungsdetails (etwa Fenster, Verglasungen, Deckengestaltung und Wandverkleidungen). Einfriedung aus Sandstein und Gusseisen mit Fußgängerpforten- bzw. Hoftorpfeilern. |    |
| Weitere Bilder | Krematorium Schwenningen              | Schwenningen, Am Waldfriedhof 15                 | 1927–1928     | Krematorium Schwenningen. Über dem Hang des sich darunter erstreckenden Waldfriedhofsgeländes in einer gestalteten Grünanlage errichteter, mehrgliedriger Bau des Expressionismus. 1927/28 nach Plänen des Stadtbaumeisters Julius Feucht mit Bildhauerarbeiten von Gottlieb Hils. Von einem durch spitzbogige Arkaden gegliederten Umgang dreiseitig umgebene, hohe einschiffige Feierhalle mit zwei niedrigen, eingeschossigen Seitenflügeln für Sakristei, Aufbewahrungs- und Abschiedsräume sowie einem niedrigen Rückflügel für die Technik; die Außenwände aus Travertin-Bruchstein, die Gliederungen in Haustein; im Inneren der Trauerhalle weiß verputzte Wandflächen, die Gliederungselemente aus roten Backsteinen, die Täfelung und die Decke aus Naturholz. Mit weitgehend erhaltener bauzeitlicher Ausstattung (wie Leuchter und Ansprachepult etc.). Zugehörig ein kleiner freistehender Glockenträger, die Friedhofsmauer mit expressionistischen Eisentoren. |    |
| Weitere Bilder | Feuerwache                            | Schwenningen, Bildackerstraße 2                  | 1913–1914     | Feuerwehrgerätehaus mit Steige- und Schlauchturm von 1913/14 mit späteren Erweiterungen. Zweigeschossiger Fachwerkbau mit Satteldach und Eckturm; im Erdgeschoss Sichtfachwerk, darüber Verbretterung; drei Doppeltore zur Fahrzeughalle; 1922 um fünf, später um zwei weitere Doppeltore in angegliedertem, eingeschossigem Fortsetzungsbau erweitert. |    |
|                | Gartenschule                          | Schwenningen, Bildackerstraße 4                  | 1907          | Städtische Schule, erbaut 1907–08 nach Plänen des Ortsbaumeisters Julius Feucht. Breitgelagerter dreigeschossiger Hauptbau mit drei kurzen, rückwärtig kammartig angesetzten Flügeln. Hoher Bossenquadersockel. Reduzierte Gliederungselemente und sparsam eingesetzte Jugendstilornamentformen, Im Walmdach breite Mittelgaube mit Dreiecksgiebel. Im Schulhof Verbindungs- und Wandelgang mit hölzernen Arkaden zwischen den beiden seitlichen Eingängen sowie dem separat stehenden, eingeschossigen Toilettenbau mit Satteldach und Firstoberlicht. (Sachgesamtheit) |    |
| Weitere Bilder | Bürk-Turnhalle                        | Schwenningen, Bürkstraße 63, 65                  | 1894          | Bürk-Turnhalle. Langgestreckter Bau von 1894 mit flach geneigtem Satteldach und halb in die Westgiebelwand integriertem, viergeschossigem „Steigerturm“. Turm und Giebelwand verputzt, die anderen Wände aus konstruktivem Sichtfachwerk mit Backstein ausgemauerten Gefache. Südlicher Anbau mit Umkleideräumen und einer Wohnung darüber 1912. Im Innern unter anderem noch die originale Aufhängungen für die Ringe erhalten. |    |
|                | Stellwerk                             | Schwenningen, Erzbergerstraße                    | 1869          | |    |
|                | Villa Schreiber, Villa Mauthe         | Schwenningen, Erzbergerstraße 16, 17             | 1903          | Villa Schreiber. Doppelvilla in großem Garten. Langgestreckter, zweigeschossiger Massivbau in Neurenaissanceformen. Ein älterer Kernbau 1903 durch den Schwenninger Architekten Blasius Geiger als Doppelvilla für den Uhrenfabrikanten Christian Mauthe und den Mitinhaber der Uhrenfabrik Mauthe, Eugen Schreiber, erweitert. Über hohem Sockelgeschoss zweigeschossiger Massivbau mit Mezzaningeschoss. Flach geneigtes Walmdach mit firsthohen Zwerchgiebeln. - Zugehörig: das sog. „Gartenhaus mit Autohalle“ im Reformstil von 1910, ein- bis zweigeschossiger Walmdachbau mit Fledermausgauben; ein Gartenpavillon mit Terrassenvorbau, dreigliedriger Eckbau, eingeschossig mit Flachdach, um 1930, sowie die zur Straße gelegene neuklassizistische Einfriedung mit Pergola und Aussichtsterrasse um 1900. |    |
|                | Wandbild                              | Schwenningen, Erzbergerstraße 35                 | 1959          | Wandbild des Volkschor Sängerheims. Langes, die gesamte obere Traufseite des Gebäudes einnehmendes, querrechteckiges Putzrelief, Frühwerk von Romuald Hengstler 1959 in der Tradition HAP Grieshabers. In den feuchten Putz eingeritzte Strichzeichnung die nachträglich weiß gefasst wurde. Bei der stark graphisch geprägten Arbeit entstehen aus eingeritzten Linien drei Gruppen von Menschen, deren Tätigkeit in Bezug zur Funktion des Gebäudes stehen: im Zentrum der rechten Gruppe ein Dirigent inmitten seines Sängerchors. |    |
| Weitere Bilder | Janusz-Korczak-Schule                 | Schwenningen, Friedrich-Ebert-Straße 25          | 1901–1902     | Janusz-Korczak-Schule. 1901/02 von dem Architekten Blasius Geiger als Realschule errichtet. Dreigeschossiges historistisches Gebäude mit hohem, durch ansteigendes Gelände bedingtem Kellersockel. Auf spitzwinkligem Grundriss erbaut; Eckbetonung durch schmalen, turmartigen Eckbau mit steilem Kuppeldach als Gelenkpunkt für die anschließenden beiden vielachsigen Straßenflügel. In der Horizontalen durch Einsatz unterschiedlicher Materialien variiert: Natursteinsockel, Putzbänder, gelbe und weiße Klinker in Erd- und Obergeschossen. |    |
|                | Ehem. Fabrikgebäude der Firma Kienzle | Schwenningen, Friedrich-Ebert-Straße 32          | 1923          | Ehemaliges Fabrikgebäude der Firma Kienzle. 1923 nach Plänen des Architekten Manz. Dreigeschossiger Mansardwalmdachbau auf Eckgrundstück, der mit seiner schlichten und klaren Fassadengliederung an die Werkbundideen anknüpft. Die Fassadenmitten sind durch Zwerchhäuser mit Dreiecksgiebeln betont. |    |
|                | Städtische Galerie                    | Schwenningen, Friedrich-Ebert-Straße 35          | 1880          | Ehem. Wohnhaus des Kommerzienrates Kienzle, heute Städtische Galerie. um 1880 für Andreas Haller vom Ziegler Ernst Gula errichtet, um 1910/12 Fassadengestalt in damals modischen Formen verändert und Dachgauben für Dachgeschossausbau aufgesetzt. Zweigeschossiger Eckbau auf Winkelgrundriss. Die Straßenecke durch polygonalen Standerker hervorgehoben. Dieser, von einer Fledermausgaube im um das Eck geführten Satteldach überfangen. An der Erzbergerstraße Arkadenvorbau. |    |
| Weitere Bilder | St. Franziskus                        | Schwenningen, Jakob-Kienzle-Straße 18            | 1892          | katholische Kirche im Stadtbezirk Schwenningen |    |
|                | Turm der Evangelische Stadtkirche     | Schwenningen, Kirchstraße 2                      | 2. H. 16. Jh. | Turm der evangelischen Stadtpfarrkirche. Einfacher massiver Turmbau mit Spitzhelm. Das Mauerwerk des unteren Teils ist mittelalterlich, das Gebälk wurde 1644 (d) umfassend ersetzt. Die Turmhelmkonstruktion mit Kaiserstil stammt von 1838 (d). - Zugehörig vier Pfarrergrabsteinen 18. und frühes 19. Jahrhundert. |    |
| Weitere Bilder | Ehem. Pfarrhaus, Ev. Gemeindezentrum  | Schwenningen, Kronenstraße 7                     | 1747          | Ehem. ev. Pfarrhaus, heute ev. Gemeindezentrum. Bez. 1747. Stattliches dreigeschossiges Fachwerkhaus mit Satteldach. Massives Erdgeschoss mit kleinen, regelmäßig verteilten Fenstern, die beiden Obergeschosse heute mit sichtbarem konstruktivem Holzfachwerk (ursprünglich verputzt). In der südlichen Giebelwand über sechs Gefachfelder der Brustriegel reichende Loggia. |    |
|                | Ehem. Stadtapotheke                   | Schwenningen, Kronenstraße 12                    | 1832          | 1832 errichtet. Kleiner zweigeschossiger Satteldachbau, mit fünf Fensterachsen, verputzt. Eckerker mit polygonalem Spitzhelm um 1910 angefügt. |    |
| Weitere Bilder | Ehem. Lehrerhaus, Heimatmuseum        | Schwenningen, Kronenstraße 16                    | 1697          | 1697 als Quereinhaus mit Wohn- und Ökonomieteil vermutlich als Lehrerhaus errichtet, 1873–1921 Gasthaus, seit 1931 Museum. Traufständiges weigeschossiges Gebäude mit Mansardgiebeldach. Massives Erdgeschoss, darüber ausgemauertes, freigelegtes Holzfachwerk, die Giebelseiten verputzt. |    |
|                | Burenhaus                             | Schwenningen, Marktplatz 7                       | 19. Jh.       | Sogenanntes Burenhaus. Ehemaliges Wohn- und Ökonomiegebäude. Nach dem großen Ortsbrand von 1850 wieder aufgebaut, später mehrfach umgebaut. Das heutige Erscheinungsbild geprägt vom Umbau der 1930er Jahre zum Versammlungs-, Büro- und Geschäftshaus der örtlichen NSDAP: Neuorganisation des Inneren durch Einbau eines auch nach außen kenntlich gemachten großen Treppenhauses, Dachgeschossausbau und Anbringen des Huldigungs- und Rednerbalkon über dem Haupteingang. |    |
|                | Toilettenhaus                         | Schwenningen, Marktplatz 7                       | 1926          | Bedürfnisanstalt und Kiosk an der Bildackerstraße. 1926 errichtet. Kleiner querrechteckiger Massivbau mit über den halbrunden Kioskvorbau vorkragendem, flach geneigtem Walmdach. Travertin-Bruchstein mit Brüstungsplatte in Haustein. Der halbrunde Kioskvorsprung mit hohem, umlaufendem Fenster zwischen den Eingängen für Männer und Frauen platziert. |    |
|                | Ehem. Mädchenschule                   | Schwenningen, Metzgergasse 8                     | 1872–1873     | An der Ecke zur Kirchstraße 1872/73 von dem Rottweiler Architekten Hetzinger in spätklassizistischen Formen errichtet: Breitgelagerter achsensymmetrischer Walmdachbau von drei Geschossen. Östlicher Erweiterungsbau von gleicher Geschosshöhe 1904/05 nach Plänen des Schwenninger Ortsbaumeisters Julius Feucht mit schweifgiebelbekröntem Risalit. |    |
|                | Friedensschule                        | Schwenningen, Mozartstraße 12                    | 1935–1939     | Ehem. Hans-Schemm-Schule, heute Friedensschule. Großer, 1935–39 errichteter Schulkomplex aus drei, im rechten Winkel zueinander versetzt, zusammenhängenden Flügeln. Typisch traditionalistisch-sachlicher Bau in den starren monumentalen Formen der 1930er Jahre. Zwei- bis dreigeschossiger Massivbau mit flach geneigten Walmdächern. Die monoton gereihten Fenster aus den geputzten Wandflächen geschnitten. Die spärliche Kunst am Bau auf die politische Symbolsprache des Dritten Reiches beschränkt (vom Schwenninger Wappen gestützter Ansprache-Balkon und riesiger steinerner Reichsadler über dem Haupteingang). |    |
| Weitere Bilder | Villa Schlenker-Grusen                | Schwenningen, Oberdorfstraße 16                  | 1905          | denkmalgeschütztes Gebäude, 1905 als das Wohnhaus Jakob Schlenkers, des Firmengründers von ISGUS, in unmittelbarer Nähe zum Fabrikkomplex errichtet. Ernst Bader malte sie aus. |    |
| Weitere Bilder | Gymnasium am Deutenberg               | Schwenningen, Staufenstraße 65, Spittelstraße 85 | 1962–1965     | 1962–65 nach Plänen des Architekturbüros Günter Behnisch & Partner. Vollmontageschulbau Skelettbauweise nach dem mit der Firma Rostan gemeinsam entwickelten Konstruktionssystem vorgefertigter Betonmontageelemente. Großzügige Vierflügelanlage um einen annähernd quadratischen Innenhof. Dieser vom viergeschossigen Haupttrakt und drei zweigeschossigen, im Grundriss ein Hufeisen bildenden Trakten umfasst. In den Obergeschossen des Hauptbaus die 24 nach Süden gerichteten Normalklassen. Im schmalen östlichen Seitenflügel die Verwaltung mit Lehrerzimmer, im westlichen Spezialklassen. Parallel zum Hauptbau Gebäudetrakt mit weiteren Spezialklassen, Musiksaal und Aula, die zu einem Freilichttheater erweitert werden kann. - Zugehörig die Turnhalle (Spittelstraße 85), ebenfalls nach Plänen von Behnisch & Partner, 1966–69. (Sachgesamtheit) |    |

## Tannheim
| Bild | Bezeichnung                            | Lage                          | Datierung | Beschreibung | ID |
| ---- | -------------------------------------- | ----------------------------- | --------- | --- | -- |
|      | Friedhofskapelle St. Gallus und Verena | Tannheim, Am Wolfsbach 13     | 16. Jh.   | Kleine, Saalkirche mit eingeschnürtem fünfseitig geschlossenem Chor. Satteldach des Langhauses mit gleicher Firsthöhe wie das Chordach. Über dem Ostteil des Langhauses Dachreiter mit Schweifhaube. Innen Flachdecke. Der im Kern vermutlich spätmittelalterliche Bau im 3. Viertel des 16. Jh. und im späten 17. Jh. renoviert und 1755 (bez. am Türsturz des Südportals) erweitert. Im Zuge einer Renovierung 1887/88 Anbau der Sakristei. Mit Ausstattung und Zubehör. An den Außenwänden Epitaphe 2. Hälfte 19. Jh.; auf dem 1806 angelegten und 1954–56 nach Süden erweiterten Friedhof Priestergrabsteine; rondellartig in den Hang gebautes Kriegerdenkmal von 1954–57, die Gedenktafeln für die Gefallenen des 2. Weltkriegs symmetrisch um das zentral aufgestellte Denkmal für die Gefallenen des 1. Weltkriegs (ursprünglich bei der Schule aufgestellt) gruppiert und das Denkmal für die Gefallenen aus dem Deutsch-französischen Krieg 1870/71 (ursprünglich 1899 bei der Kirche aufgestellt) oberhalb des Rondells aufgestellt; an der Friedhofsmauer historische Grabsteine. |    |
|      | Spitalhofkapelle                       | Tannheim, Spitalhöfe 1        | 18. Jh.   | Große Hofkapelle, 18. Jahrhundert. Saalbau mit Satteldach und mit eingezogenem, fünfseitig geschlossenem Chor. Über dem Eingang Giebeldachreiter mit Glocke. |    |
|      | Holzkreuz                              | Tannheim, Stankertstraße 46/1 | 18. Jh.   | Holzkreuz über altarförmigem Sockel; geschnitzter, farbig gefasster Corpus, Ende 18. Jahrhundert. Eingehaust durch moderne Wegkapelle. |    |

## Villingen
| Bild           | Bezeichnung                                                 | Lage                             | Datierung             | Beschreibung | ID |
| -------------- | ----------------------------------------------------------- | -------------------------------- | --------------------- | --- | -- |
|                | Loretto-Kapelle                                             | Villingen, An der Hammerhalde 10 | 1705                  | Lorettokapelle auf dem Affenberg. Nach der erfolglosen Belagerung Villingens 1704 durch den französischen Marschall de Tallard im spanischen Erbfolgekrieg im Jahre 1705–06 anstelle des Feldlagers der Belagerungsarmee errichtete Gelöbniskapelle. Schlichter, geosteter Rechteckbau mit Satteldach und kleinem Dachreiter an der Giebelseite über dem Außenaltar. Mit historischer Ausstattung (u. a. Altäre mit Skulpturen um 1710 und des 19. Jh.) und Ausstattung. - Zugehörige Versammlungsplatz westlich und Steinkreuz südlich der Kapelle, dieses mit gefasstem Holzkorpus und Sockelinschrift: „Ob auch die Welt in Trümmer geht, das Kreuz doch unerschütterlich steht. Ob auch des Herz im Kampfe bricht, durch Dich o Herr zur Wahrheit zum Licht!“ 19. Jh. |    |
| Weitere Bilder | Klosterringschule                                           | Villingen, Bärengasse 6          | 1858–1904             | Anstelle des Konventsgebäudes des ehemaligen Dominikanerinnenklosters 1858–62 ein Neubau nach Plänen des Architekten Teufel errichtet, dieser 1903/04 nach Entwürfen des Villinger Architekten Naegele mit späthistoristischer Hauptfassade zu den Ringanlagen erweitert. Im äußeren Erscheinungsbild ein dreigeschossiger Bau in Formen der nordeuropäischen Renaissance, bez. 1903. Gleichzeitig die beiden Verbindungsgänge: der dreigeschossige nach Westen zur ehemaligen Dominikanerinnenklosterkirche, und der überdachte hölzerne Gang über ein Rondell nach Süden zum Ostflügel des ehemaligen Klarissenklosters (Bickenstraße 25). Teil der Sachgesamtheit Ursulinenkloster und -schule |    |
|                | Dienst- und Wohngebäude für Vorstand des Kraftwagenbetriebs | Villingen, Bertholdstraße 1      | 1901–1907             | Dienst- und Wohngebäude für den Vorstand des zur Bahn gehörenden Kraftwagenbetriebs der Großherzoglich badischen Staatseisenbahn. 1901 oder 1907 errichtet. Späthistoristischer, malerisch gegliederter, mit Schweifgiebel und Erker repräsentativer Bau. Mit insgesamt authentisch überliefertem, schreinermäßigem Innenausbau mit Jugendstileinflüssen. (Teil der Sachgesamtheit Badische Schwarzwaldbahn) |    |
|                | Wohn- und Geschäftshaus                                     | Villingen, Bickenstraße 22       | 15. Jh. Umbau 1900    | |    |
|                | Geschäftshaus                                               | Villingen, Bickenstraße 24       |                       | Wohn- und Geschäftshaus, ehem. Landratsamt. Viergeschossiger, traufständiger Massivbau mit regelmäßiger Fenstergliederung und Satteldach; im Kern aus zwei ehemals eigenständigen Häusern bestehend: Der westliche Gebäudeteil ist aufgrund seiner Außenmauerstärken, des angeböschten Pfeilers an seiner Südostecke und der Konstruktion des vollständig erhaltenen Dachstuhls im Kern aus der zweite Hälfte des 14. Jahrhunderts und wurde im 16. Jahrhundert umgebaut, während der schmalere östliche Teil Mitte des 18. Jahrhunderts angefügt wurde. Im Innern hofseitig noch ein Teil eines ehemals vermutlich durch die gesamte Gebäudetiefe von der Bickenstraße bis zum Hinterhof verlaufenden breiten, tonnengewölbten Ganges erhalten. In den Räumen Parkett von einer Renovierung Mitte des 18. Jahrhunderts; Wände und Decken im 19. Jahrhundert neu gestaltet, damals auch das große, freitragende hölzerne Treppenhaus eingebaut. |    |
|                | Geschäftshaus                                               | Villingen, Bickenstraße 26       |                       | Verputzter Massivbau von 1814. Ursprünglich dreigeschossiger, um 1870 um das dritte Obergeschoss erhöhter Walmdachbau mit regelmäßiger Fenstergliederung. Stadtbildprägend als die Stadtmauer integrierendes Eckgebäude am Ring neben dem Bickentor. |    |
| Weitere Bilder | Johanniterkirche                                            | Villingen, Gerberstraße 11       | 1257                  | älteste protestantische Kirche der Stadt |    |
|                | Krankenhaus                                                 | Villingen, Herdstraße 4          | 1908–1911             | Ehemaliges Friedrich-Krankenhaus, jetzt Landesberufsschule für das Hotel- und Gaststättengewerbe. Breitgelagerter neuklassizistischer Putzbau mit Quadersteinsockel, 1909–1911errichtet. Die Hauptfront durch Mittelrisalit mit Dreiecksgiebel und stark vortretende Seitenrisalite mit Mansarddachgiebeln mit Halbwalm sechsteilig gegliedert. Durch die über einem kurzen Fußwalm horizontal durchgängige Dachgaube erhält der eigentlich zweigeschossige Mansarddachbau seine dreigeschossige Wirkung. Eingangsvorbau auf dorischen Stützen. Im Inneren Kapelle mit Wandbildern von Waldemar Flaig, 1931. |    |
| Weitere Bilder | Klosterhof                                                  | Villingen, Josefsgasse 7, 7/1    | 17. Jh.               | Ehemaliger Klosterhof von St. Blasien, repräsentative Gebäudegruppe aus verputzten Massivbauten, durch Hofmauer mit Wehrgang zur Josefsgasse miteinander verbunden: Nr. 7 dreigeschossiger Satteldachbau, seitlich breiter Steinerker mit geschweiftem Dach, urkundlich 1663 errichtet, unter Verwendung spätgotischer Teile (u. a. Schulterbogentür zum Wehrgang), im Innern Kreuzgratgewölbe; Nr. 7/1 im Kern zweigeschossiger traufständiger Satteldachbau mit nachträglichem gestuftem Zwerchgiebel, hofseitiger Anbau 1897 aufgestockt, innen Stuckdecken 2. Hälfte 18. Jh.; spätmittelalterliche Hofmauer mit hölzernem Wehrgang und Schlüsselscharten, Anfang 16. Jh.; südlich Reste der alten Hofummauerung, Bruchstein, wohl 17. Jh. |    |
| Weitere Bilder | Ackerbürgerhaus                                             | Villingen, Josefsgasse 22        | 15. Jh.-1. H. 19. Jh. | Ehemaliges Ackerbürgerhaus. Stattliches traufständiges Eckgebäude zur Schulgasse. Dreigeschossiger, im Wesentlichen verputzter Massivbau mit rundbogiger Toreinfahrt, diese bez. 1733. Die unregelmäßig verteilten Fenster deuten auf einen spätmittelalterlich Kern. Am Giebel Wappenstein mit der Jahreszahl 1562. Fassadengestaltung mit hart geschnittenen Fensterrahmungen, frühes 19. Jahrhundert. |    |
|                | Verwaltungsgebäude                                          | Villingen, Kaiserring 2          | 1890                  | Ehem. Verwaltungsgebäude mit einer repräsentativen Hauptfassade zum Kaiserring. 1890 an der Stelle eines Stücks der mittelalterlichen Stadtmauer erbaut. Breitgelagerter zweigeschossiger historistischer Massivbau mit Mittelrisalit und Walmdach. Erdgeschoss in rotem, Obergeschoss in hellgelbem Sandstein; an den Ecken von Gebäude- bzw. Risalit durch Bossenquaderung. Im Volutengiebel des Mittelrisalits das badische Wappen. Geschützt nach §§ 12, 2 DSchG |    |
| Weitere Bilder | Münze                                                       | Villingen, Kanzleigasse 1        | 14. Jh.-18. Jh.       | Ehem. Münze bzw. Kanzleischeuer, mächtiger, freistehender, dreigeschossiger Massivbau; traufständig mit Satteldach, im 2. OG gekuppelte genaste Spitzbogenfenster 14. Jh., sonst überwiegend spätgotische, meist zweiteilige Fenster des 16. Jh., im Sockelgeschoss korbbogige Toreinfahrt mit Scheitelstein dat. 1718, Dachstuhl wohl 17. Jh. |    |
| Weitere Bilder | Rabenscheuer                                                | Villingen, Kanzleigasse 2        | 12. Jh.-20. Jh.       | Ehem. „Rabenscheuer“, stattlicher drei- bis viergeschossiger Satteldachbau in Ecklage am Münsterplatz. In der südlichen Traufseite im Westteil zwei gekuppelte spätromanische Spitzbogenfenster mit Wulstprofil, Mitte 13. Jh., und zwei Spitzbogenfenster, 14. Jh., eines mit Gewändesäulchen, Kernbau 1188/89 (d), westliche Giebelseite mit reicher Durchfensterung des 18.–20. Jh. |    |
|                | Wohnhaus                                                    | Villingen, Kanzleigasse 4        | ~14. Jh.-~15. Jh.     | Stadtbibliothek, dreigeschossiger Massivbau mit hohem Satteldach, östliche Brandmauer vielleicht noch mittelalterlich 14./15. Jh., trotz Überformungen von Fassade und Gebäudestruktur in den 1970er Jahren sollten die Umfassungsmauern und Dachstuhl auf ihren Alterswert überprüft werden. |    |
| Weitere Bilder | Wohnhaus                                                    | Villingen, Kanzleigasse 6        | um 1850               | Ehem. Bürgerhaus mit rückwärtigem Ökonomiegebäude, heute Volkshochschule, Haupthaus, dreigeschossiger Massivbau, verputzt, symmetrisch gegliederte fünfachsige Fassade Mitte 19. Jh., Satteldach mit historischem Blitzableiter; im Hof ein im Kern spätgotisches Rückgebäude um 1450/1550. |    |
| Weitere Bilder | Münster Unserer Lieben Frau                                 | Villingen, Münsterplatz 2        | 1130                  | Münster im Zentrum des Stadtbezirks Villingen |    |
| Weitere Bilder | Pfarrhaus                                                   | Villingen, Münsterplatz 7, 8     | 1573                  | Rathaus, Gebäudegruppe aus ehem. Pfarrhaus (Nr. 7) und ehem. Kanzlei (Nr. 8) und ummauertem Hof mit Nebengebäude, links das ehem. Pfarrhaus, dreigeschossiger Massivbau mit Treppengiebel, im Relief in der linken Giebelspitze bez. 1573, historistisches rundbogiges Sitznischenportal in Renaissanceformen, im Innern qualitätvolle Ausstattung im Renaissance-Stil; rechts die ehem. Kanzlei, dreigeschossiger Massivbau mit Mansardwalmdach, 1761 von Gregor Fley, Oberlichtportal mit ionischer Pilastergliederung; im Innern mehrere Räume mit reichen barocken Stuckdecken; hinter Nr. 7 eingeschossiges Hofgebäude 19. Jh.; Hofmauern wohl 18. Jh., zur Rathausgasse mit ehem. Fenstergewänden von einer ehem. Gebäudeaußenwand. (Sachgesamtheit). Geschützt nach §§ 12, 2 DSchG |    |
|                | Wohn- und Geschäftshaus                                     | Villingen, Obere Straße 2        | 1898                  | Wohn- und Geschäftshaus, viergeschossiger Mansarddachbau, die repräsentative Fassade mit Klinker- und Sandsteingliederung nur noch in den obersten beiden Geschossen erhalten in diesen Wohngeschosse die Ausstattung weitgehend mit Holztreppenhaus, Dielenböden, Türen, Lamberien und Stuckrosette erhalten, 1898 für den Kaufmann Johann Burkhard von dem Architekten Carl Naegele (Villingen) errichtet. |    |
| Weitere Bilder | Gasthaus                                                    | Villingen, Obere Straße 4        | 13. Jh.-19. Jh        | Ursprünglich wohl ein herrschaftliches Anwesen, vermutlich der Pfleghof des Zisterzienserklosters Tennenbach (erworben 1323, verkauft 1544), 1658 der Südbau erstmals als Gasthaus „Schwert“ benannt, 1703 mit Nachbarhaus zum Gasthaus Sonne vereinigt, 1755- ca. 1845 Posthalterei, 1883 Umbau zur Sparkasse. Stattlicher, im Kern mittelalterlicher Hauskomplex mit Brandmauer zur Oberen Straße 6, dreigeschossiger, im Obergeschoss durch spätgotischen Fenstererker und frühneuzeitliche Fenstergliederung ausgezeichneter nördlicher Teil, viergeschossigen südlicher Teil mit Treppengiebeln, Veränderungen 1883; Im Innern trotz starker Veränderungen im 20. Jahrhundert Strukturen und Ausstattungsdetails des 13./14. Jh. bis 19. Jh.: Portal mit Wappenzier bez. 1562, gewölbte Räume im Erdgeschoss, Fenstersäulen zur Stütze der Tragkonsolen von alten Bohlen-Balkendecken im Fenstererker-Bereich, und eine als Turm weit über das rückwärtige Dach reichende Wendeltreppe. Das dem Südbau hofseitig angefügte dreigeschossige Rückgebäude mit abgewalmtem Pultdach 1784 (d). Zwischen Obere Straße 4 und 6, bemerkenswerte Haus und Hofbereich trennende mittelalterliche Mauer mit Spitzbogenportal in der Tordurchfahrtswand zur Nr. 6, am Hof Mauervorsprung mit Strebepfeiler. |    |
| Weitere Bilder | Zeughaus                                                    | Villingen, Obere Straße 37       | 1310                  | |    |
|                | Altes Kaufhaus                                              | Villingen, Rietstraße 8          | 1727                  | Altes Kaufhaus, 1727 als Heilig-Geist-Spital errichtet und 1825 zum städtischen Kaufhaus umgewandelt, stattlicher freistehender Barockbau, dreigeschossiger Massivbau mit Walmdach, Dreiflügelanlage auf U-förmigem Grundriss mit mittigem Doppelarkadendurchgang im Hauptflügel zur Rietstraße und rückwärtigen Seitenflügeln zum Münsterplatz. |    |
|                | Wohn- und Geschäftshaus                                     | Villingen, Rietstraße 16         | 14. Jh.-19. Jh.       | Wohn- und Geschäftshaus, dreigeschossiger Massivbau, verputzt, Satteldach, Fassade im 19. Jh. verändert, Umfassungsmauern, Teile der Binnenstruktur und der nahezu ungestörte Dachstuhl 1361. |    |
|                | Wohn- und Geschäftshaus                                     | Villingen, Rietstraße 18         | ~14. Jh.-~18. Jh.     | Wohn- und Geschäftshaus, in den Proportionen der Nr. 16 ähnelnder dreigeschossiger Massivbau, verputzt, Satteldach mit reich profilierter Traufe vielleicht noch des 18. Jh., Fassadengestaltung 19. Jh., Umfassungsmauern und Teile der Binnenstruktur vielleicht noch 14./15. Jh. |    |
|                | Schule                                                      | Villingen, Schulgasse 6          | 1740                  | Altes Klosterschulhaus, ehem. Schulhaus des Benediktinerklosters St. Georgen. Um 1740/1750 errichtet. Langgestreckter dreigeschossiger Massivbau mit zur Josefsgasse abgewalmtem Satteldach, verputzt mit Gliederungen in Sandstein. Im Wesentlichen schlichte achsensymmetrische Fassadenordnung. Die drei mittleren Achsen mit reichem Eingangsportal in barocken Formen, gerahmt von zwei großen Steinschilden mit Wappen des Klosters St. Georgen; über dem Portal Inschriftkartusche, darüber große verzierte Aufzugsgaube. |    |
| Weitere Bilder | Benediktinerkirche                                          | Villingen, Schulgasse            | 1688                  | ehemalige Klosterkirche des Benediktinerklosters Villingen |    |

## Weigheim
| Bild           | Bezeichnung                  | Lage                             | Datierung     | Beschreibung | ID |
| -------------- | ---------------------------- | -------------------------------- | ------------- | --- | -- |
|                | Amtshaus                     | Weigheim, Alfons-Käfer-Straße 15 | 1786          | Ehem. Amtshaus der Johanniterkomturei, heute Rathaus. Zweigeschossiger Massivbau auf annähernd quadratischem Grundriss; flaches Vollwalmdach; am Türsturz Malteserkreuz und Datierung 1786. |    |
| Weitere Bilder | St. Wendelinskapelle         | Weigheim, Beim Käppele 1         | 18. Jh.       | Polygonal geschlossene gotisierende Feldkapelle mit gestuften Strebepfeilern, erbaut im 18. Jahrhundert, an der Tür bez. 1862; mit Ausstattung. Zugehöriges Feldkreuz, Holz, vor dem Kapelleneingang. Sachgesamtheit, aber nur die Kapelle ist als Kulturdenkmal besonderer Bedeutung nach §12 DSchG eingetragen. |    |
| Weitere Bilder | Pfarrhaus                    | Weigheim, Mühlhauser Straße 15   | 2. H. 18. Jh. | Klassizistischer Kubus auf annähernd quadratischem Grundriss, Ende 18. Jahrhundert. zweigeschossiger Putzbau mit hohem Vollwalmdach. |    |
|                | Wohn- und Wirtschaftsgebäude | Weigheim, Mühlhauser Straße 19   | 2. H. 18. Jh. | Traufständiges gestelztes Wohn- und Ökonomiegebäude mit großem steilem Satteldach, der Wohnbereich im Obergeschoss über Werkstatt- und Stallbereich, daneben Tenne und integrierter Schopf, Ende 18. Jahrhundert.                                                                                                 |    |